# ثيودور فون هولست
ثيودور ريتشارد إدوارد من هولست (3 سبتمبر 1810 - 14 فبراير 1844) هو رسام أدبي بريطاني من القرن التاسع عشر.
وُلد ثيودور في لندن، ويكون ترتيبه الرابع من بين خمسة أطفال من الأب ماتياس والأم كاتارينا فون هولست، تم ملاحظة موهبته من قَبل الفنانين هنري فوسيلي وسير توماس لورانس. حتى لورانس أشترى الرسومات من فون هولست البالغ من العمر عشر سنوات.
قام فوسيلي بتدريب الشاب في السنوات عمره المبكرة، ثم بعد ذلك تم قبوله في مدارس الأكاديمية الملكية في عام 1824. ووفقاً لمقالة السيرة الذاتية ل (ماكس براون)في قاموس اكسفورد للسيرة الوطنية، تم تدريس فون فورست مبكراً من قبل فوسيلي وكان لهذا التأثير القوي على التطور الفني ل (فون) حتى أن بعض أعماله لا يمكن تمييزها تقريبًا عن أعمال مُعلمه.
على نهج فوسيلي، رسم فون هولست في الغالب مواضيع أدبية مشهورة من الثقافة الأوروبية، ولكنه لم بتبع الاتجاهات الحالية إنذاك. ورسم من أعمال فيرجيل، دانتي، وليام شكسبير، وماري شيلي، وفيكتور هوغو. كان فون هولست أول فنان رسم رواية (فرانكنشتاين)ل (شيللي) وذلك في عام 1831.
ومع ذلك، كان الإتجاه الرومانسي الألمانى مؤثرا عليه خصوصاً أعمال غوته، E. T. A. Hoffmann، و Friedrich de la Motte Fouqué، وذلك الإتجاه أثر وكان الأساس لنصف أعماله تقريباً.
```
أصبح فون هولست الرسام الإنجليزي الأكثر إنتاجاً في الإتجاه الرومانسى الالمانى. كما يشرح براون، "في حين أن خياله الاستثنائي وموهبته في الرسم قد تمت الإشادة بهما على نطاق واسع، إلا أن اختياره للمواضيع كان غير متناسب مع العمر والذوق العام. وقد أدى ولعه إلى الإتجاهات الشيطانيه والخارقه للطبيعة والشهوانيه إلى درجة من الإهمال والتجاهل له ولأعماله فإذا نظرنا من جانب أخر فهو لا بستحق هذا الإهمال.
```

بالرغم من ذلك عرض فون هولست 49 لوحة فنيه في المعارض الرئيسية في لندن، وباع لوحات صور لهواة جمعها. وأيضا، اعجب دانتي غابرييل روسيتي بأعمال فون إعجابا شديدا وطبقا لما قاله براون "اعتبره صلة مهمة بين الجيل القديم من الرسامين الرومانسيين الإنجليز، مثل فوسيلي وويليام بليك، وجماعة (برى رفايلتى).
و كانت الغالبية العظمى من رسوماته ولوحاته تتناول شخصيات ومشاهد من الأعمال الأدبية الشهيرة. رسم رسامته الأكثر شهرة، «العروس» في ثلاثة إصدارات.

## حياة شخصية
في تاريخ 17 أغسطس 1841، تزوج فون هولست من أميليا توماسينا سيميز فيلارد في ماريليبون. تُوفي فون هولست بمرض في الكبد في منزله في لندن ودفن في 21 فبراير 1844. بعد وفاته، تم بيع أعماله في 26 يونيو 1844. كان الملحن غوستاف هولست (الذي كان اسمه الأوسط ثيودور) ابن اخاه الكبير.

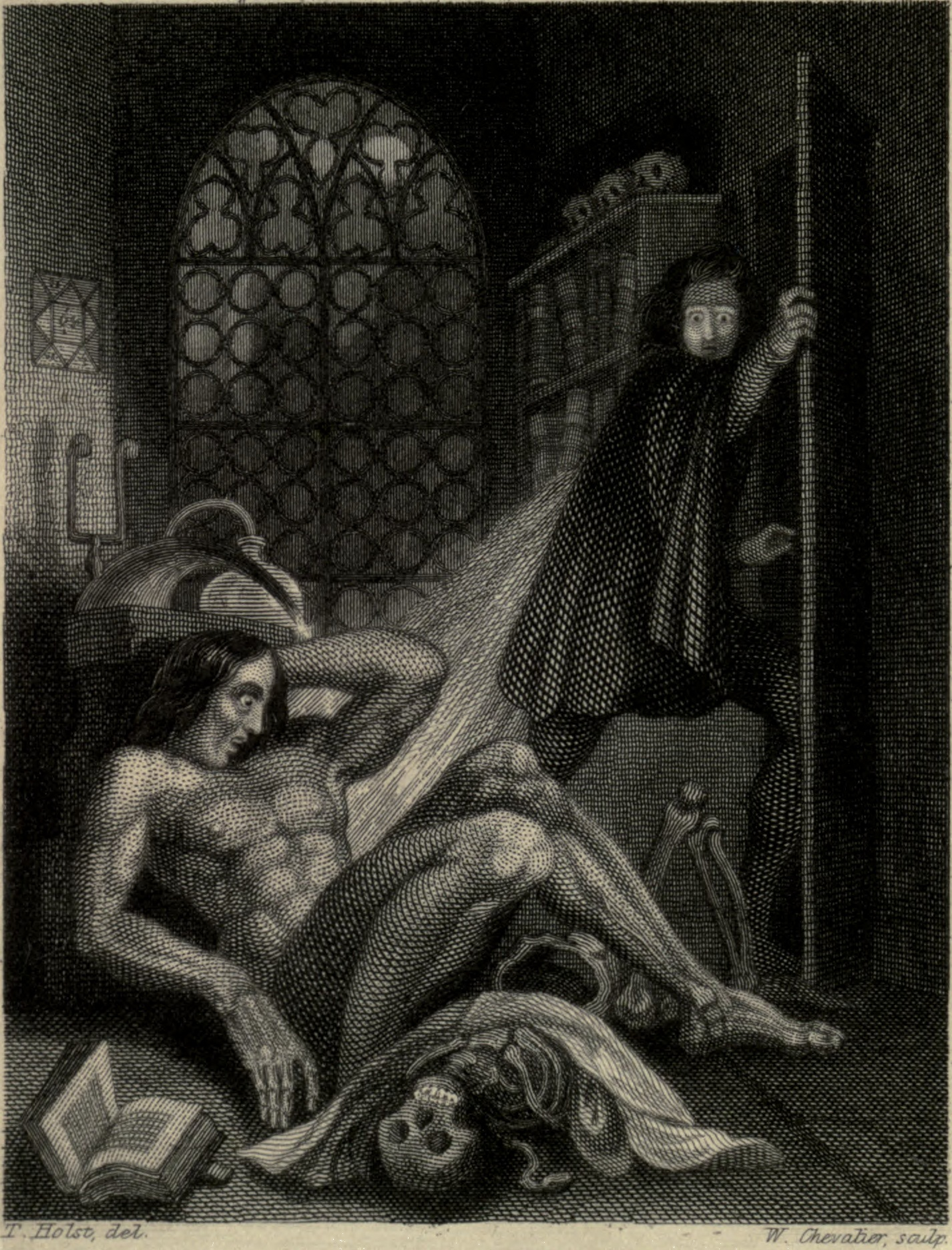
رسم رواية شيللي (فرانكنشتاين)
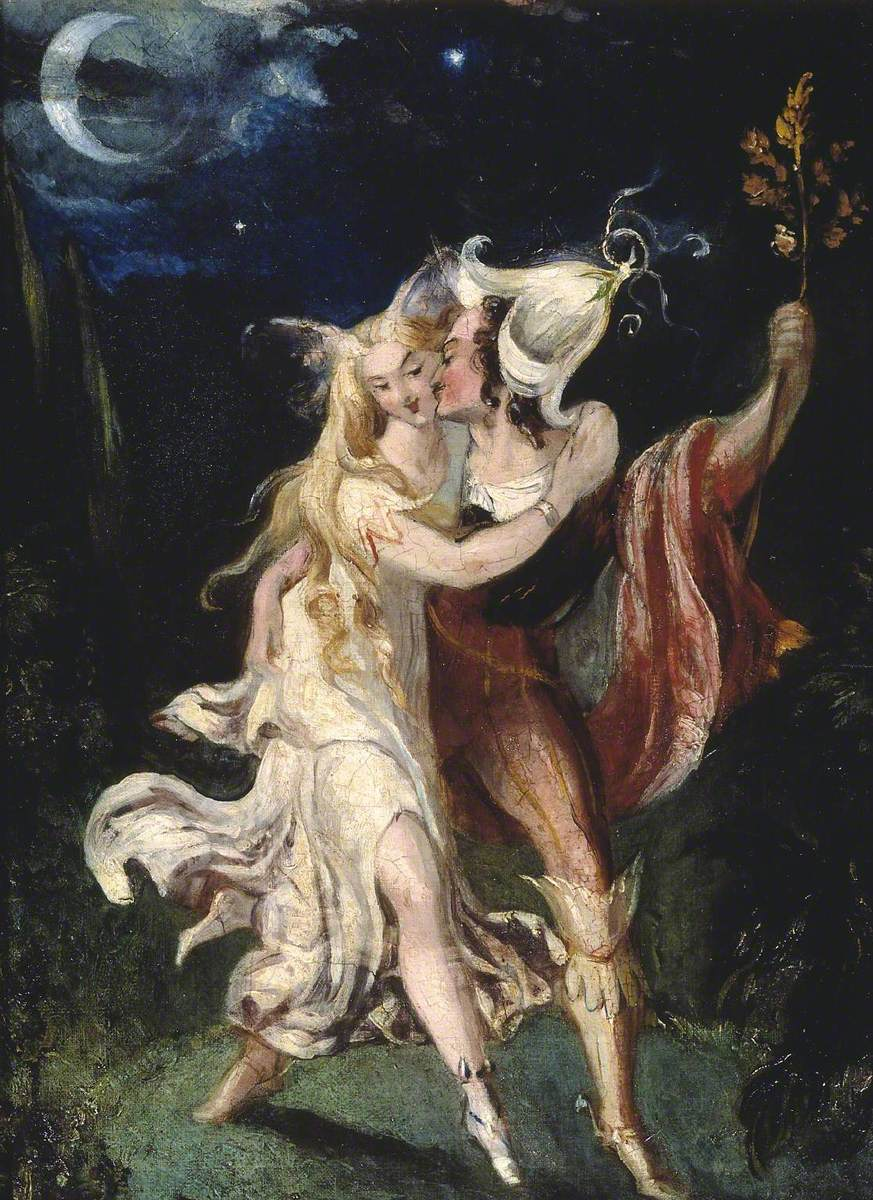
The Fairy Lovers من اعماله
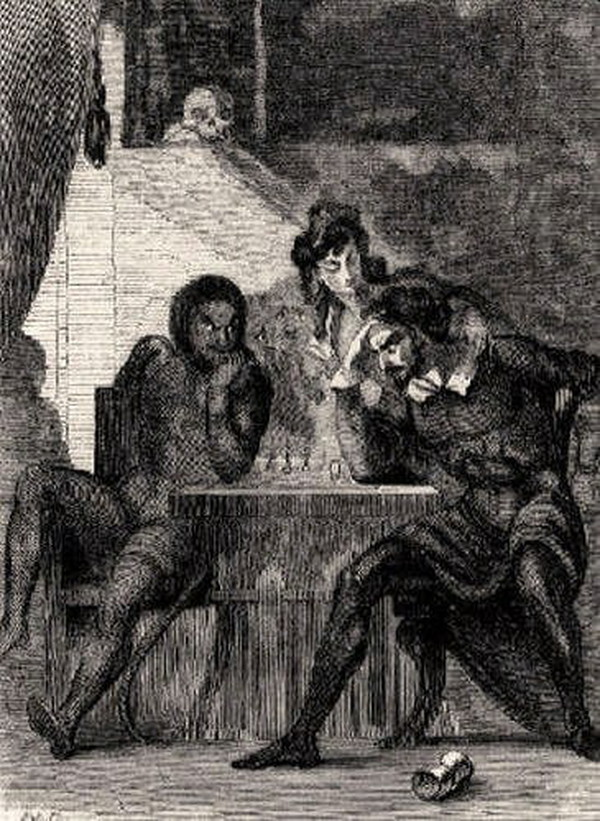
من اعماله الشيطان يلعب مع الرجل للأستحواذ على روحه
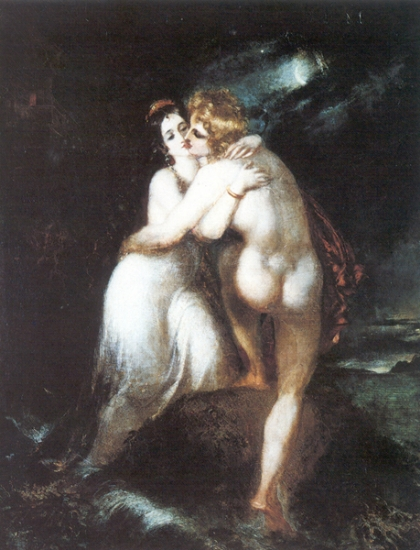
من اعماله Theodor von Holst Hero and Leander
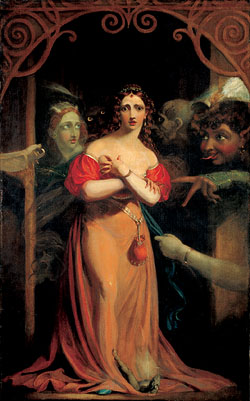
بيرتالدا، هُوجمت من قبل الأشباح عام( 1830)، وهو موضوع مأخوذ من روايه (novella Undine ) عام 1811 بواسطة Friedrich de la Motte Fouqué
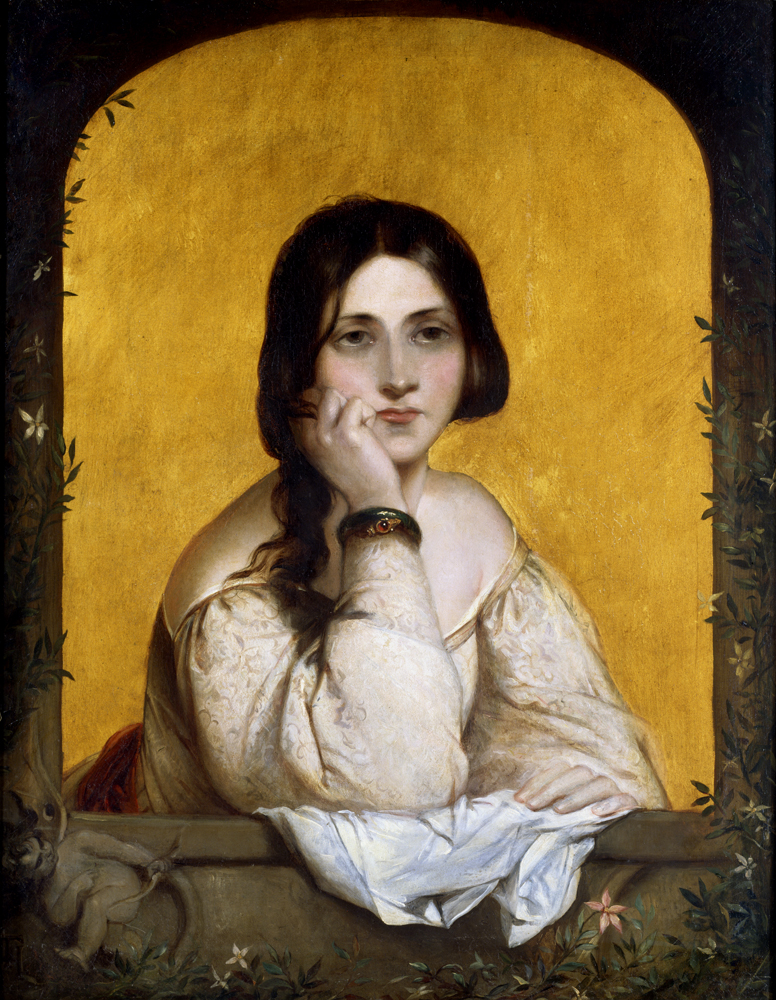
العروس من اعماله

## وصلات خارجية
- http://vonholst.info
- http://holstmuseum.org.uk/exhibitions-theodore-von-holst.htm
- http://vonholst.info/Holstpage4.html
- "Von Holst, Theodor". Dictionary of National Biography. London: Smith, Elder & Co. 1885–1900.
- Browne, Max: "Theodor Richard Edward von Holst". Oxford Dictionary of National Biography, Last retrieved September 11, 2008;

```
cited as ODNB.
```